# Епігастрій
В анатомії епігастрій (або епігастральна область) — це верхня центральна область живота. Вона розташовується між реберними краями та підреберною площиною. Біль в цій ділянці може бути спричинена пошкодженням структур, що походять від передньої кишки.

## Структура
Епігастрій є однією з дев'яти областей живота разом із правим і лівим підребер'ям, правою і лівою бічними областями (поперековими ділянками або боками), правою і лівою паховими областями (або ямками), а також пупковою і лобковою областями. Розташовується між реберними краями та підреберною площиною.
Під час дихання діафрагма стискається і сплющується, зміщуючи нутрощі та викликаючи рух верхньої черевної стінки (епігастральній області) назовні. Це зближення діафрагми та черевного преса, так що «коли обидва набори м'язів (діафрагма та черевний прес) напружуються, епігастрій штовхається вперед». Таким чином, епігастральна область не є ні м'язом, ні органом, а зоною активності, де дії прямого м'яза живота та діафрагми викликають випинання верхньої черевної стінки назовні.

### Вміст
Епігастрій лежить над рядом структур черевної порожнини. Частина печінки лежить праворуч в епігастрії. Він також лежить над дванадцятипалою кишкою, краєм селезінки, частиною шлунка та частиною підшлункової залози.

## Клінічне значення
Епігастрій — це частина живота, де поштовхи живота (маневр Геймліха) здатні викликати швидкий і сильний видих. 
За допомогою пальпації епігастрії можна промацати структури під ним. Це містить печінку і шлунок. Аневризму аорти можна промацати як утворення в епігастрії.
При аускультації (за допомогою стетоскопа) в епігастрії можна вислухати шлункові шуми.

### Біль
Біль може бути віддавати в епігастрій внаслідок пошкодження внутрішніх органів. В першу чергу через пошкодження передньої кишки, включаючи шлунок, частини дванадцятипалої кишки та жовчні шляхи. Біль також може виникати з боку підшлункової залози, наприклад, при гострому панкреатиті.